# أوزيرو

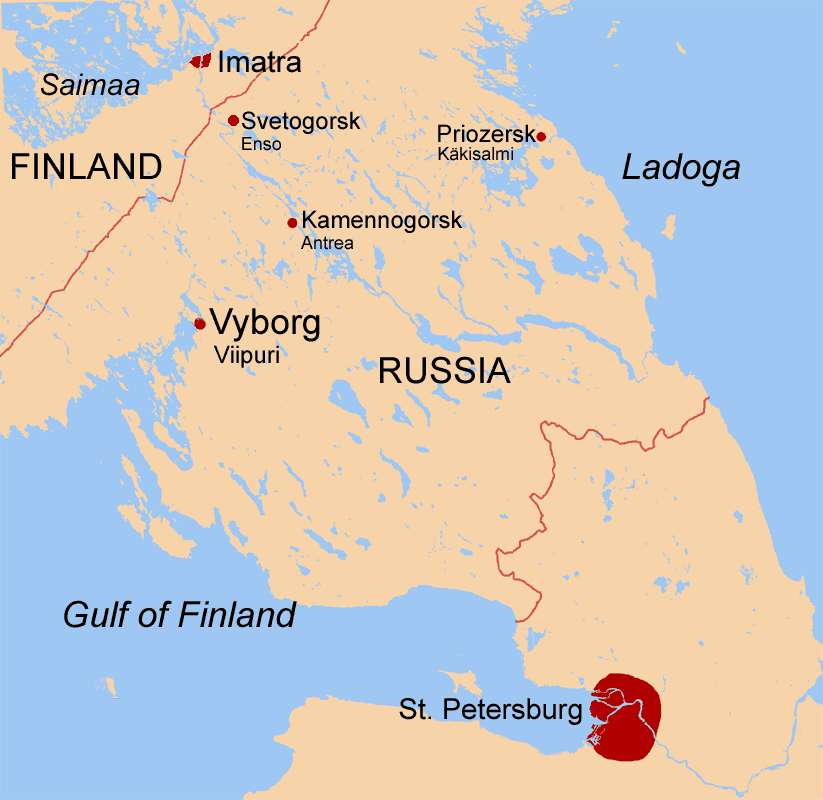
برزخ كاريليان

كوبيراتيف\كوأوبرياتيف أوزيرو، أوزيرو داتشا [التعاونية]، تعاونية أوزيرو، هي جمعية تعاونية للإسكان في روسيا. أوزيرو (озеро) هو الكلمة الروسية لـ«بحيرة» وسبب تسميتها بهذا الاسم هو أن الجمعية تقع على شاطئ البحيرة الشرقي: كومسومولسكوي. ترتبط هذه الجمعية بالدائرة الداخلية للرئيس الروسي فلاديمير بوتين، وقد تم تأسيسها في 10 نوفمبر عام 1996 من قبل عدة شخوص هم: فلاديمير سميرنوف، فلاديمير بوتين، فلاديمير ياكونين، أندريه فورسينكو، سيرجي فورسينكو، فيكتور مياتشين، نيكولاي شامالوف، يوري كوفالتشوك.